# 데빈 윌리엄스 (농구 선수)

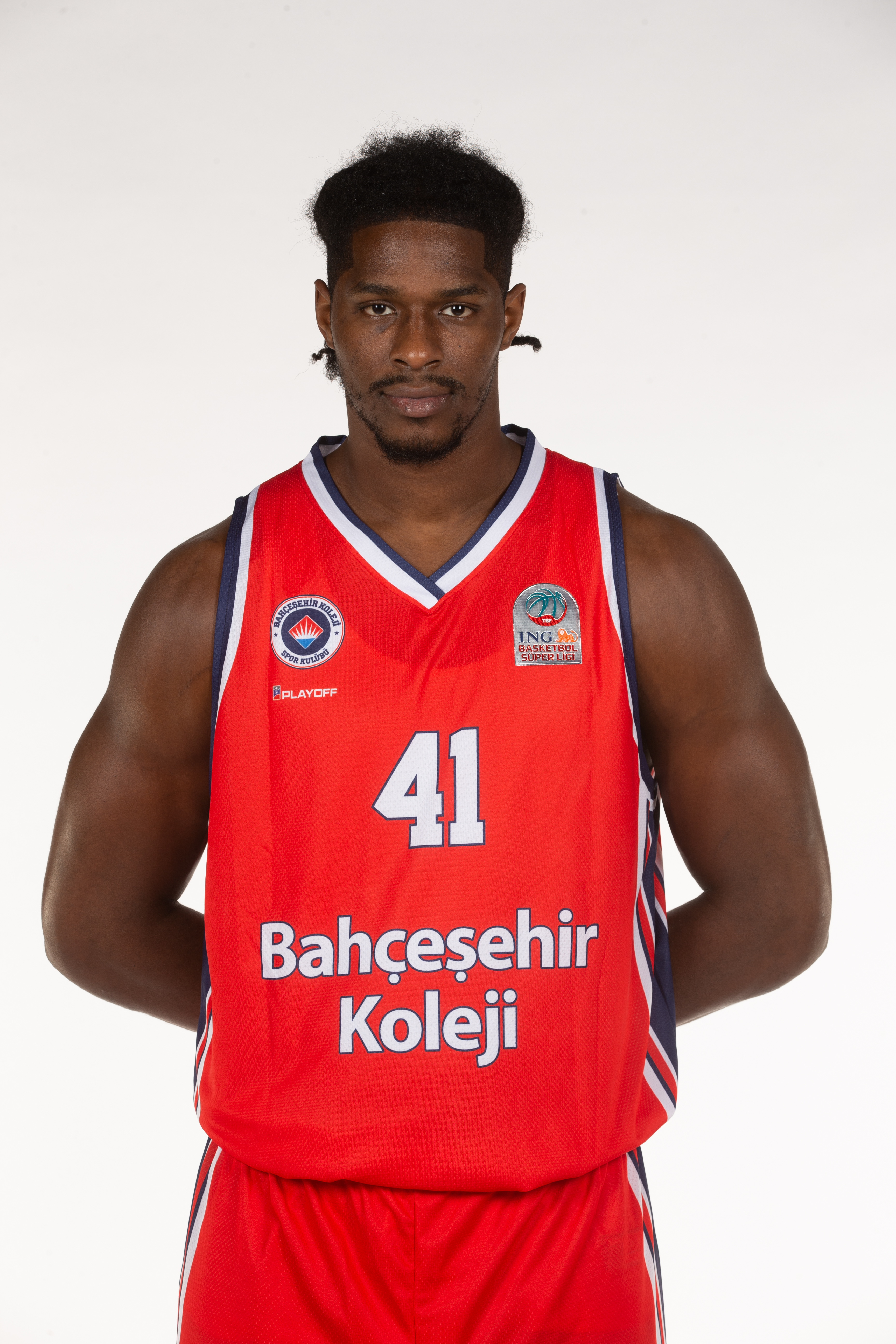

데빈 윌리엄스(Devin Williams, 1994년 5월 31일 ~ )는 대만 프로 농구 리그(TPBL)의 타오위안 타이완 비어 레퍼즈(Taoyuan Taiwan Beer Leopards)의 미국 프로 농구 선수이다. 웨스트 버지니아에서 대학 농구를 했다.

## 프로 경력
- 멜버른 유나이티드 (2016-17)
- 그린즈버러 스웜(2017)
- 메인 레드 클로즈(2017-18)
- 바케로스 데 바야몬 (2018)
- 부육체크메체 (2018-2019)
- KK 부두치노스트 (2019)
- 토파스 (2019-2020)
- 장쑤 드래곤즈 (2020)
- 바체세히르 콜레지 (2021)
- 타오위안 타이완 비어 레퍼즈 (2023년~현재)